# Piewitzfeld
Das Naturschutzgebiet Piewitzfeld liegt südwestlich des Ortsteiles Friedewalde der Stadt Petershagen im Dreieck zwischen den Landstraßen 772 und 764. Das Gebiet ist rund 5,5 Hektar groß und wird unter der Nummer MI-067 geführt.
Durch die Unterschutzstellung soll das feuchte Grünland erhalten werden, um die an diese Standortverhältnisse angepassten seltenen Tiere und Pflanzen zu schützen. Um diese Ziele zu erreichen, ist es notwendig Feuchtwiesen auf Teilflächen wiederherzustellen. Außerdem erfolgte die Unterschutzstellung wegen der besonderen Eigenart und Seltenheit dieser ehemaligen Niedermoorniederung.